# Couto (Samos)
Couto(llamada oficialmente San Mamede do Couto) es una parroquia española del municipio de Samos, en la provincia de Lugo, Galicia.

## Otras denominaciones
La parroquia también es conocida por el nombre de San Mamede de Couto.

## Organización territorial
La parroquia está formada por ocho entidades de población:

### Entidades de población
Entidades de población que forman parte de la parroquia:
- Froión (Froián)
- Lamas
- Manxar
- O Mesón
- Val
- Vilamelle

### Despoblados
Despoblados que forman parte de la parroquia:
- Brea (A Brea)
- San Mamede

## Demografía
| Gráfica de evolución demográfica de Couto entre 2000 y 2023 |
|                                                             |
| Datos según el nomenclátor publicado por el INE.            |